# Jan Blatný
Jan Blatný (* 24. März 1970 in Prostějov) ist ein tschechischer Mediziner, Hochschullehrer und war von Oktober 2020 bis April 2021 Gesundheitsminister der Tschechischen Republik.

## Leben
Blatný studierte von 1988 bis 1994 Medizin an der Masaryk-Universität in Brünn. Anschließend arbeitete er als Kinderarzt in der Dětská fakultní nemocnice (Fakultäts-Kinderkrankenhaus) in Brünn, insbesondere im Fachbereich Hämatologie. Zwischen 2006 und 2008 war er am Children's University Hospital in der irischen Hauptstadt Dublin tätig. Danach kehrte er nach Brünn zurück. Ab 2018 lehrte er außerdem als Dozent an der Masaryk-Universität.
Nach dem Rücktritt des vorherigen Gesundheitsministers Roman Prymula in der COVID-19-Pandemie in Tschechien wurde Blatný am 29. Oktober 2020 in diesem Amt angelobt. Am 7. April 2021 wurde er abberufen und durch Petr Arenberger ersetzt.